# تجزئة الدم

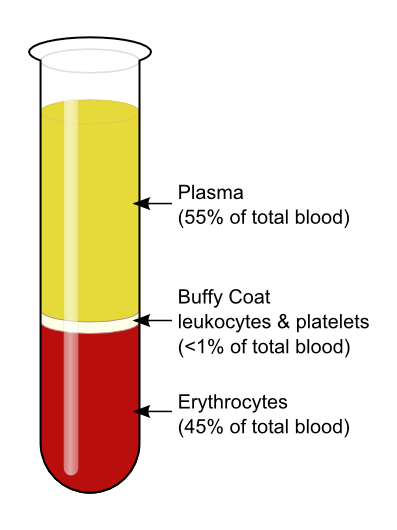
مكونات الدم بعد عملية الطرد المركزي.

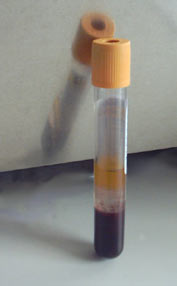
الدم بعد عملية الطرد المركزي في أنبوب فصل المصل (SST tube).

تجزئة الدم هي عملية تجزئة كامل الدم، أو فصله إلى الأجزاء المكونة له،  ويتم ذلك عادةً عن طريق الطرد المركزي للـدم.
المكونات الناتجة هي:
- محلولٌ صافٍ من بلازما الدمفي الجزء العلوي (التي يمكن فصلها إلى أجزاءٍ خاصةٍ بها، انظر تجزئة بلازما الدم)،
- الغِلاَلَةُ الشَّهْباء (buffy coat)، وهي طبقةٌ رقيقة من خلايا الدم البيضاء (كريات الدم البيضاء) مختلطة مع صفيحات الدم في المنتصف،
- خلايا الدم الحمراء (كريات الدم الحمراء) في الجزء السفلي من أنبوب الطرد المركزي.

أنابيب فصل المصل (SSTs) هي أنابيب تُسْتَخْدَمُ في الفَصْد (phlebotomy) تحتوي على هلام سيليكون، وعند الطرد المركزي يشكل هلام السيليكون طبقةً أعلى الغِلاَلَةِ الشَّهْباء، سامحًا بإزالة بلازما الدم بطريقةٍ أكثر فعالية للاختبار والأغراض ذات الصلة.